# Lista dos ciclones tropicais mais intensos

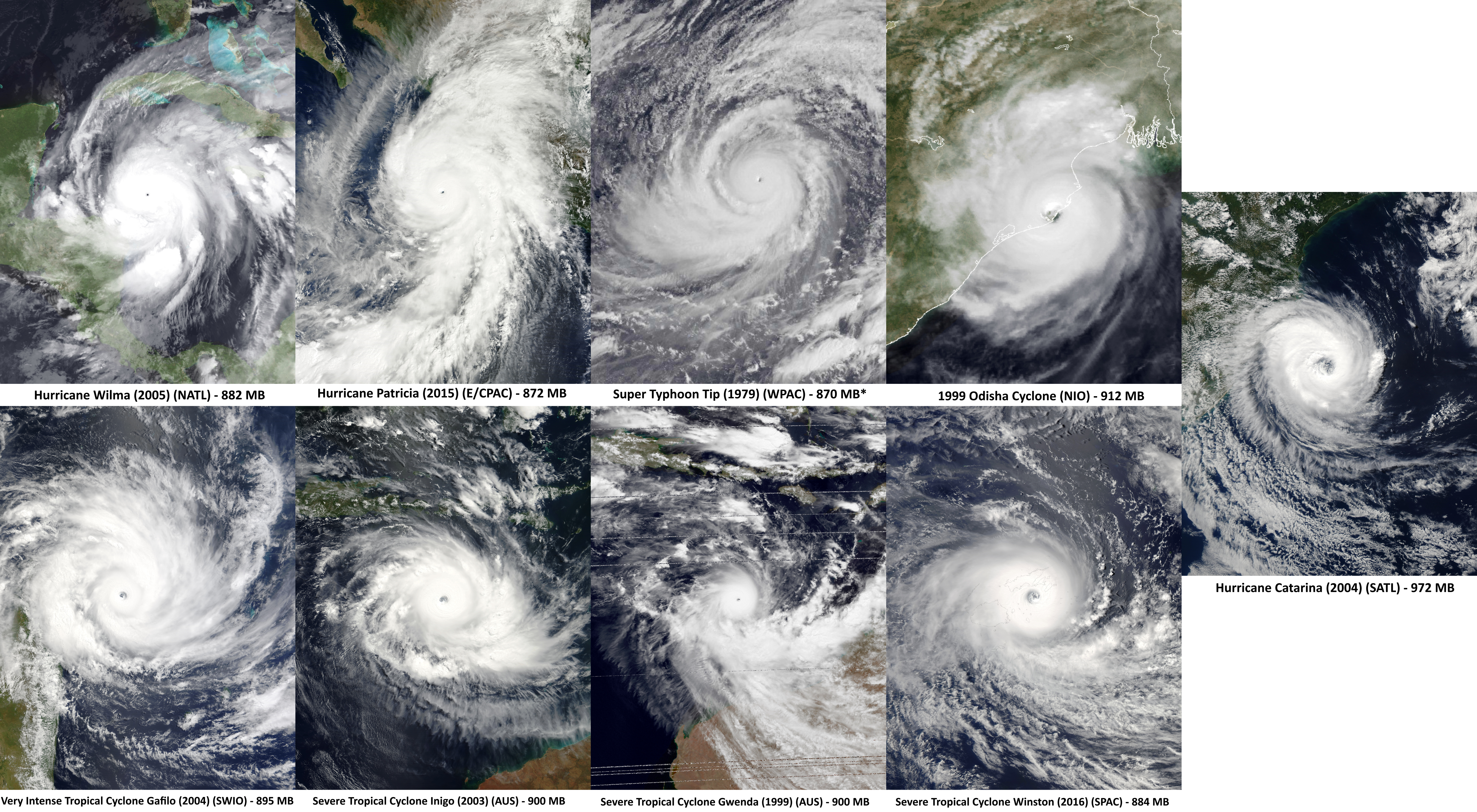
Captados por vários satélites ao longo da era moderna, estes são os ciclones tropicais mais intensos em cada bacia. De todos esses ciclones tropicais, o Typhoon Tip teve a pressão atmosférica mais baixa medida em um ciclone tropical, com 870 mbar (25,69 inHg). É a terceira imagem da primeira linha.

Os ventos são frequentemente usados para medir a intensidade de um ciclone, pois geralmente causam impactos notáveis em grandes áreas, e as escalas de ciclones tropicais mais populares são organizadas em torno de velocidades de vento sustentadas. No entanto, as variações no período médio dos ventos nas diferentes bacias dificultam a comparação entre eles. Além disso, outros impactos, como chuvas, tempestades, áreas danificadas pelo vento e tornados, podem variar significativamente em tempestades com velocidades de vento semelhantes. A pressão também é muitas vezes usada para comparar ciclones tropicais porque as medições são mais fáceis e usam metodologia consistente em todo o mundo, em contraste com ventos máximos sustentados difíceis de estimar, cujos métodos de medição variam amplamente. Os ciclones tropicais podem atingir algumas das pressões mais baixas em grandes áreas da Terra, no entanto, embora exista uma forte ligação entre pressões mais baixas e velocidades de vento mais elevadas, as tempestades com as pressões mais baixas podem não ter as velocidades de vento mais elevadas, uma vez que a relação de cada tempestade entre o vento e a pressão é ligeiramente diferente. 

## Contexto
As informações sobre tempestades são imprecisas e até raras até a década de 1940, quando aeronaves passaram a ser usadas em alguns países, como nos Estados Unidos, para monitorar estes fenômenos. No entanto, estimativas inexatas ainda predominavam até que as sondas que medem a queda da pressão atmosfêria fossem implementadas na década de 1970. 

## Os 10 ciclones tropicais mais intensos (por pressão atmosférica)
| Posição | Nome     | Ano  | Pressão        | Ventos sustentados | Região          | Categoria | Países atingidos                                                     | Danos (US$)   | Mortes                 | Trajetória | Curiosidade | Ref.  |
| ------- | -------- | ---- | -------------- | ------------------ | --------------- | --------- | -------------------------------------------------------------------- | ------------- | ---------------------- | ---------- | --- | ----- |
| 1       | Tip      | 1979 | 870 hPa        | 260 km/h           | Pacífico Oeste  | 5         |                                                                      | 484 milhões   | 99                     |            | Foi o maior e o mais intenso ciclone tropical já registrado |       |
| 2       | Patricia | 2015 | 872 hPa        | 345 km/h (215 mph) | Pacífico Leste  | 5         | Costa oeste do México, oeste da América Central e Texas (EUA)        | 462,8 milhões | 8 diretas, 5 indiretas |            | Em sua época, outubro de 2015, foi o ciclone tropical mais intenso já observado no Hemisfério Ocidental da Terra em termos de pressão barométrica e o mais forte a nível mundial em termos de velocidade de ventos sustentados máximos medidos de forma confiável |       |
| 3       | Nora     | 1973 | 875 hPa (mbar) | 295 km/h (185 mph) | Pacífico Oeste  | 5         |                                                                      | 2 milhões     | 40                     |            | | [ 3 ] |
| 4       | June     | 1975 | 875 hPa        | Não especificado   | Pacífico Oeste  | 5         |                                                                      | 300 mil       | Nenhuma                |            | | [ 4 ] |
| 5       | Ida      | 1958 | 877 hPa        | Não especificado   | Pacífico Oeste  | 5         |                                                                      |               |                        |            | |       |
| 6       | Kit      | 1966 | 880 hPa        | Não especificado   | Pacífico Oeste  | 5         |                                                                      |               |                        |            | |       |
| 7       | Rita     | 1978 | 880 hPa        | 220 km/h           | Pacífico Oeste  | 5         |                                                                      |               |                        |            | |       |
| 8       | Vanessa  | 1984 | 880 hPa        | 220 km/h           | Pacífico Oeste  | 5         |                                                                      |               |                        |            | |       |
| 9       | Nancy    | 1961 | 882 hPa        | Não especificado   | Pacífico Oeste  | 5         |                                                                      |               |                        |            | |       |
| 10      | Wilma    | 2005 | 882 hPa        | 295 km/h (185 mph) | Atlântico Norte | 5         | Península de Yucatan, México, Haiti, Cuba e Flórida (Estados Unidos) |               |                        |            | Em sua época, outubro de 2005, atingiu a menor pressão já registrada por um furacão no Atlântico Norte, cerca de 882 milibares |       |

## Os furacões mais intensos (por bacia/região)
| Nome     | Ano     | Pressão        | Ventos sustentados | Região (oceano) | Categoria | Danos (US$)   | Mortes | Observação                                                                                               | Ref.        |
| -------- | ------- | -------------- | ------------------ | --------------- | --------- | ------------- | ------ | --- | ----------- |
| Tip      | 1979    | 870 hPa        | 260 km/h           | Pacífico Oeste  | 5         | $484 milhões  | 99     | Foi o maior e o mais intenso ciclone tropical já registrado                                              | [ 5 ]       |
| Patricia | 2015    | 872 hPa        | 345 km/h (215 mph) | Pacífico Leste  | 5         | 462,8 milhões | 13     | |             |
| Wilma    | 2005    | 882 hPa        | 295 km/h (185 mph) | Atlântico Norte | 5         | 27,4 milhões  | 52     | |             |
| Odisha   | 1999    | 912 hPa        | 260 km/h (160 mph) | Índido Norte    | 5         | 4,5 milhões   | 9.887  | Foi o ciclone tropical que faz o maior número e mortes na Índia desde 1971                               |             |
| Gafilo   | 2003–04 | 920 hPa        | 230 km/h (145 mph) | Índico Sudoeste | 5         | 250 milhões   | 363    | |             |
| Inigo    | 2003    | 900 hPa (mbar) | 230 km/h (145 mph) | Austrália       | 5         | Desconhecidos | 58     | | [ 6 ] [ 7 ] |
| Winston  | 2015–16 | 884 hPa        | 280 km/h (175 mph) | Pacífico Sul    | 5         |               |        | Foi o ciclone tropical mais intenso registado no hemisfério sul, assim como o mais forte a atingir terra | [ 8 ] [ 9 ] |
| Catarina | 2004    | 972 hPa        | 155 km/h (100 mph) | Atlântico Sul   | 2         |               |        | É até hoje (abril de 2024) o único ciclone tropical reconhecido como tal no Oceano Atlântico Sul         |             |

## Outros ciclones notáveis
| Nome    | Ano     | Observação | Pressão         | Ventos sustentados | Região (oceano) | Ref.   |
| ------- | ------- | --- | --------------- | ------------------ | --------------- | ------ |
| Gwenda  | 1999    | É o segundo ciclone tropical mais intenso em termons de pressão da Bacia da Austrália, perdendo apenas para Inigo pelos ventos sustentados um pouco menores                         | 900 hPa         | 220 km/h (140 mph) | Austrália       | [ 10 ] |
| Mahina  | 1898–99 | Devido à época em que ocorreu, algumas informações são imprecisas, mas é considerado o mais mortal da Austrália, com 410 fatalidades                                                | 880 hPa         | Desconhecido       | Austrália       | [ 11 ] |
| Allen   | 1980    | É até hoje o furacão do Atlântico Norte com os ventos sustentados mais intensos, de 305-310 km/h (por 1 minuto)                                                                     | 899 hPa         | 190 mph (305 km/h) | Atlântico Norte | [ 12 ] |
| Fantala | 2015–16 | É até hoje o ciclone tropical do Índico Sudoeste com os ventos sustentados mais intensos (por 10 minutos)                                                                           | 910 hPa         | 250 km/h (155 mph) | Índico Sudoeste | [ 13 ] |
| Orson   | 1988–89 | É até hoje o ciclone tropical da Região da Austrália com os ventos sustentados mais intensos, de 250km/h. Monica e Marcus também alcançaram estes ventos, mas sua pressão foi maior | 904 hPa         | 250 km/h           | Austrália       | [ 14 ] |
| Freddy  | 2023    | É o ciclone mais duradouro (5 semanas) e que produziu o índice de Energia Ciclônica Acumulada (ECA) mais alto jamais registrado em todo o mundo                                     | 918 hPa (mbar); | 220 km/h (140 mph) | Índico Sul      |        |

## Curiosidade: furacões do tipo Cabo Verde
Um furacão do tipo Cabo Verde é um furacão do Atlântico Norte que se origina em baixas latitudes nos trópicos profundos a partir de uma onda tropical que passou sobre ou perto das ilhas de Cabo Verde após sair da costa da África Ocidental. "Os furacões de Cabo Verde são alguns dos furacões mais poderosos e perturbadores da Bacia do Atlântico. Embora não cheguem com frequência ao continente americano, muitas vezes são destrutivos quando o fazem". enfatiza o portal Weather.  
Allen (1980): foi um dos primeiros furacões do tipo Cabo Verde que se originou de uma onda tropical que já havia se movido ao largo da costa africana em 30 de julho e atingiu o Caribe, leste e norte do México e sul do Texas em agosto de 1980
Larry (2021): foi um forte e duradouro furacão de Cabo Verde que se tornou o primeiro furacão a atingir a Terra Nova (Canadá) desde Igor em 2010
Sam (2021): foi um forte e duradouro furacão do tipo cabo-verde que ameaçou as Bermudas entre o final de setembro e o início de outubro de 2021

## Leia também
- Furacões do tipo Cabo Verde, que costumam ser dos mais intensos a atingir países do Atlântico Norte
- Temporada de tufões no Pacífico Oeste de 1975, uma das mais mortais da história, com quase 229.000 mortes ocorrendo durante a temporada
- Ciclones tropicais e mudanças climáticas